# 桃色吐息 (ブタ)
桃色吐息（ももいろといき）は、日本の兵庫県姫路市で生産される豚肉の地域ブランド。姫路市で初めてのブランド豚肉である。2012年3月にブランド化された。三元豚である。
姫路市の認定農業者がパスタ、バウムクーヘンを含めた配合飼料で豚を肥育することが特徴。2011年、2012年に大阪市中央卸売市場南港市場で開催されたコンクールでは、連続で優秀賞に選ばれている。
桃色吐息の普及のため、生産農家、加工業者、精肉販売店などが「姫路ブランド豚販売実行委員会」を結成しており、桃色吐息を使った料理を提供する市内の飲食店を紹介したグルメマップを公表している。